# Поновиче
Поновиче (словен. Ponoviče) је насељено место у општини Литија, Засавска регија, Словенија.

## Историја
До територијалне реорганизације у Словенији било је у саставу старе општине Литија.

## Становништво
У попису становништва из 2011. године, Поновиче је имало 190 становника.
| Број становника према пописима | Број становника према пописима | Број становника према пописима |
| ------------------------------ | ------------------------------ | ------------------------------ |
| 1991                           | 200                            | 2011                           |
| 164                            | 174                            | 190                            |

## Галерија
- улазна врата дворца
- сеоска задруга